# John Loudon McAdam
John Loudon McAdam, född 21 september 1756 i Ayr, Skottland, död den 26 november 1836 i Moffat, Skottland, var en skotsk ingenjör och uppfinnaren av "macadamisation", en effektiv och ekonomisk metod för att bygga vägar. McAdam var väginspektör, fick sin metod antagen för hela England 1823 och blev 1827 överinspektör över rikets vägbyggnader. Begreppet makadam(isering) var rätt allmänt använt redan på 1820-talet.

## Biografi
McAdam var den yngsta av tio barn och andra son till Baron of Waterhead. Han flyttade till Lagwine på Carsphairn när han fortfarande var ett barn för att bo hos sina morföräldrar. Familjenamnet var traditionellt McGregor, men ändrades till McAdam (som hävdar härkomst från den bibliska Adam) av politiska skäl under James VI:s regeringstid.
Han flyttade till New York 1770 och som köpman och prisagent under amerikanska revolutionen, intjänade han sin förmögenhet genom arbete på sin morbror William McAdams förvaltningskontor. Han återvände till Skottland 1783 och köpte ett gods i Sauchrie, Ayrshire.
Förutom att medverka i lokala Ayrshireaffärer, drev McAdam Kaims Colliery, som levererade kol till British Tar Company, Archibald Cochrane, 9th Earl of Dundonald, och partners i koltjärhandel där McAdam drev dess ugnar. Han var vidare involverad i järnverket i Muirkirk, som var köpare av det koks som var biprodukt i framställningen av tjära. Denna affärsförbindelse är McAdams enda direkta förhållande till tjäran.

### Karriär
McAdam blev förvaltare av Ayrshire Turnpike 1783 och blev mer och mer involverad i den dagliga vägbyggnationen under de kommande tio åren. År 1802 flyttade han till Bristol, England, och blev allmän vägkontrollant för Bristol Corporation 1804. Han lade fram sina idéer som bevis för parlamentariska utredningar 1810, 1819 och 1823. I två avhandlingar skrivna 1816 och 1819 (Remarks on the Present System of Road-Making och Practical Essay on the Scientific Repair and Preservation of Roads) hävdade han att vägar behövde höjas ovanför den omgivande marken och byggas upp av lagrad sten och grus på ett systematiskt sätt.
McAdam hade också utsetts till vägkontrollant vid Bristol Turnpike Trust 1816, där han beslutade att göra om vägarna under hans vård med krossad sten bunden med grus på en fast bas av större stenar. En välvning av vägbanan, som gjorde vägen något konvex, säkerställde att regnvatten snabbt leddes av vägen snarare än att tränga igenom och skada vägens underlag. Denna konstruktionsmetod, det största framsteget i vägbyggnad sedan romartiden, blev känd som "macadamisation", eller, mer enkelt, "macadam".

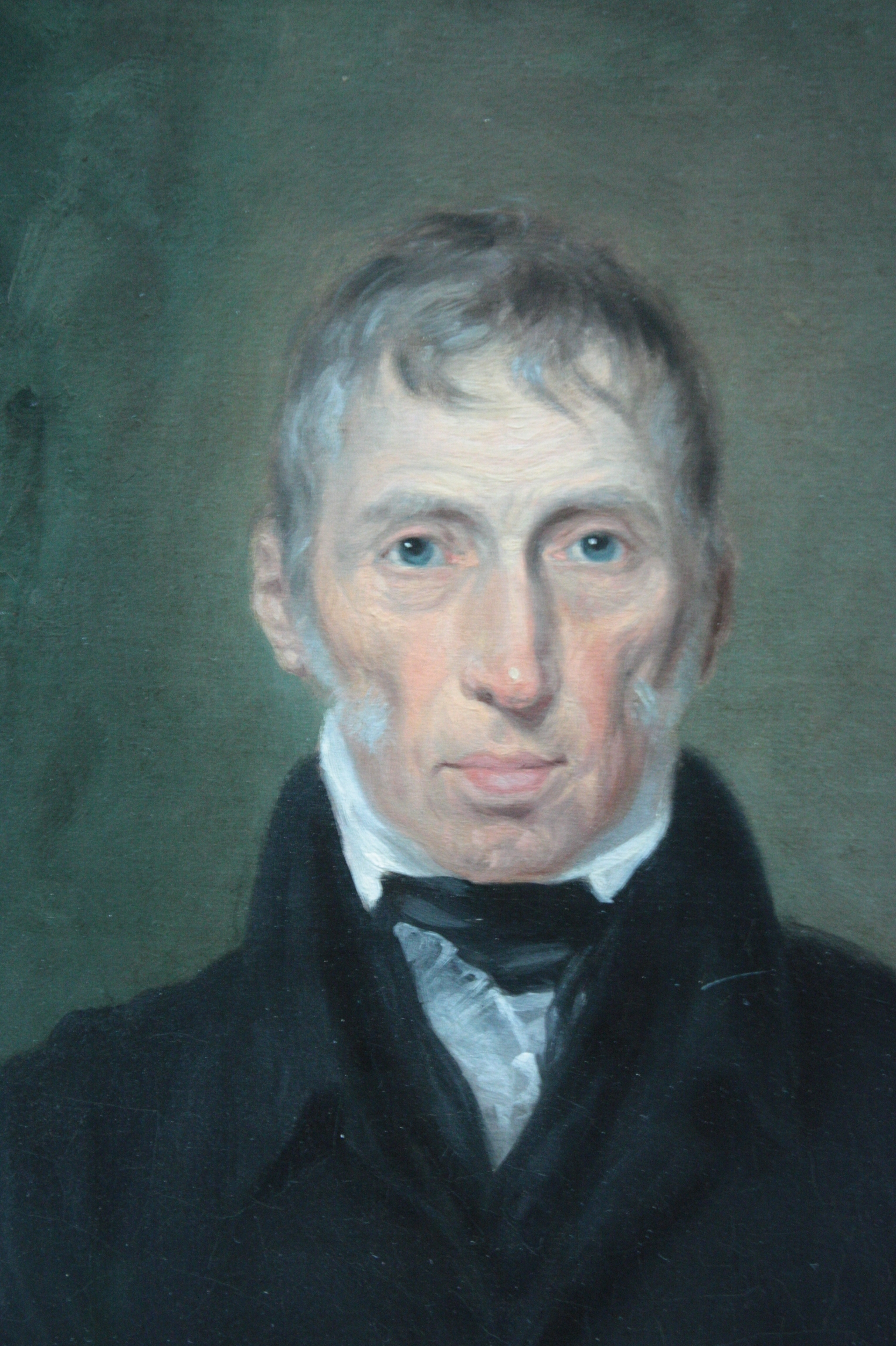
John Loudon McAdam, 1830, National Gallery, London

Macadam-metoden spriddes mycket snabbt över hela världen. Den första makadamvägen i Nordamerika, National Road, slutfördes på 1830-talet och de flesta huvudvägarna i Europa var föremål för McAdam-processen i slutet av 1800-talet.
Även om McAdam erhöll 5 000 pund för sitt arbete vid Bristol Turnpike Trust och gjorde "Surveyor-General of Metropolitan Roads" 1820, sänkte professionell avundsjuka 1827 ett bidrag från Storbritanniens parlament för omkostnader på 5 000 pund till 2 000 pund. Hans effektiva vägbyggnads- och förvaltningsarbete hade avslöjat korruption och missbruk av vägtullar av skrupelfria turnpiketruster, av vilka många kördes med avsiktlig förlust trots höga vägtullkvitton. 

## Arv och hedersbetygelser

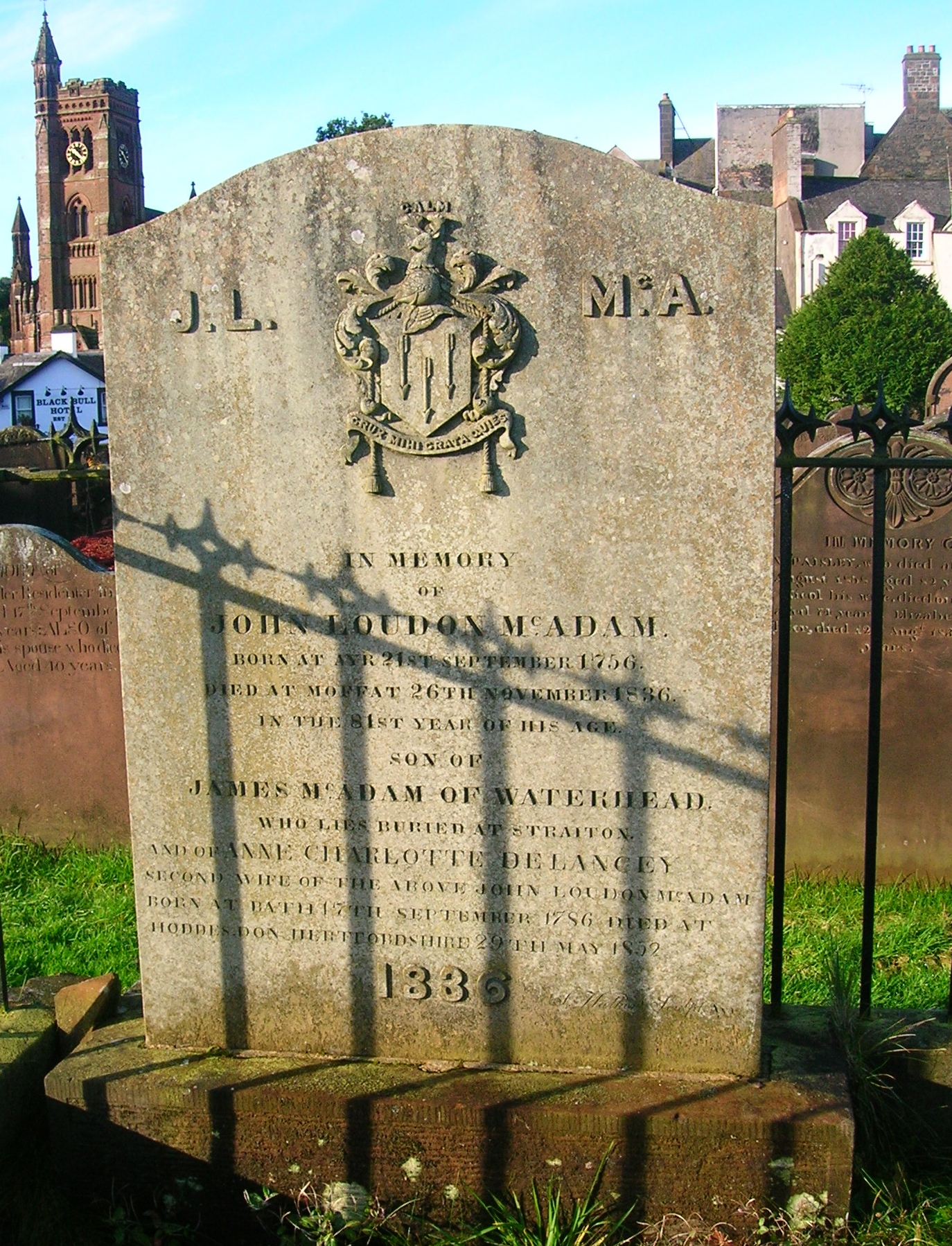
Gravsten över John Loundon McAdam

McAdam dog efter att han återvänt till sitt hem i Hoddesdon, Hertfordshire, efter ett av sina årliga sommarbesök i Skottland. Hans tre söner, och i sin tur fyra barnbarn, följde honom in i yrket och medverkade med hanteringen av turnpiketruster runt om i landet. Hans andra överlevande son, James Nicoll McAdam, "Colossus of Roads", blev riddare för att hantera turnpiketruster, en titel, sägs det, som tidigare erbjuds hans far men som avböjt den.